# Liste der Kulturdenkmäler in Michelsberg (Schwalmstadt)
Die folgende Liste enthält die in der Denkmaltopographie ausgewiesenen Kulturdenkmäler auf dem Gebiet des Ortsteils Michelsberg der  Stadt Schwalmstadt, Schwalm-Eder-Kreis, Hessen.
Hinweis: Die Reihenfolge der Denkmäler in dieser Liste orientiert sich an der Anschrift, alternativ ist sie auch nach der Bezeichnung oder der Bauzeit sortierbar.
Kulturdenkmäler werden fortlaufend im Denkmalverzeichnis des Landes Hessen durch das Landesamt für Denkmalpflege Hessen auf Basis des Hessischen Denkmalschutzgesetzes (HDSchG) geführt. Die Schutzwürdigkeit eines Kulturdenkmals hängt nicht von der Eintragung in das Denkmalverzeichnis des Landes Hessen oder der Veröffentlichung in der Denkmaltopographie ab.

## Michelsberg
| Bild                          | Bezeichnung                           | Lage                                                                         | Beschreibung | Bauzeit                            | Daten |
| ----------------------------- | ------------------------------------- | ---------------------------------------------------------------------------- | --- | ---------------------------------- | ----- |
| Michelsberg, Ortskern         | Gesamtanlage Ober- und Unterdorf      | Michelsberg Lage                                                             | Michelsberg entstand aus zwei spätmittelalterlichen Dorfkernen, dem Oberdorf um die Kirche und dem Unterdorf, die entlang der Buchholzstraße zusammenwuchsen. Diese charakteristische Struktur einschließlich der angrenzenden Feldmark, Teichwiesen und Obstbaumgürtel bildet die Gesamtanlage |                                    |       |
| weitere Bilder                | Evangelische Pfarrkirche              | Michelsberg, Am Kirchrain LageFlur: 3, Flurstück: 77                         | Einschiffiger Bau mit schmalerem Rechteckchor, 1575 und 1844 restauriert. Das Fachwerkobergeschoß und die Balkendecke mit Längsunterzug, auf Holzpfosten, wurden im 17. Jahrhundert aufgesetzt. Runder Taufstein mit Reliefschmuck um 1600.                                                     | spätes 12. Jahrhundert             |       |
| Am Kirchrain 2                | Wohn- und Stallgebäude Am Kirchrain 2 | Michelsberg, Am Kirchrain 2 LageFlur: 3, Flurstück: 54/3                     | | spätes 18. Jahrhundert             |       |
| Bild gesucht BW               | Ernhaus Am Kirchrain 7                | Michelsberg, Am Kirchrain 7 LageFlur: 3, Flurstück: 15/1                     | | Zweite Hälfte des 18. Jahrhunderts |       |
| Bild gesucht BW               | Gutsanlage                            | Michelsberg, Am Kirchrain 5a, 5b LageFlur: 3, Flurstück: 20/3, 20/4 und 20/5 | | 1601 (Haupthaus)                   |       |
| Am Kirchrain 8                | Ernhaus Am Kirchrain 8                | Michelsberg, Am Kirchrain 8 LageFlur: 3, Flurstück: 49/3                     | | 1845                               |       |
| Bild gesucht BW               | Ernhaus                               | Michelsberg, Am Kirchrain 6 LageFlur: 3, Flurstück: 51/2                     | | 1803                               |       |
| Bild gesucht BW               | Ehemaliges Gasthaus zur Landsburg     | Michelsberg, An der Landsburg 6 LageFlur: 3, Flurstück: 9/1                  | |                                    |       |
| An der Landsburg 7            | Hofanlage An der Landsburg 7          | Michelsberg, An der Landsburg 7 LageFlur: 3, Flurstück: 61/1                 | | 1801                               |       |
| An der Landsburg 9            | Ernhaus An der Landsburg 9            | Michelsberg, An der Landsburg 9 LageFlur: 3, Flurstück: 64                   | |                                    |       |
| Bild gesucht BW               | Fachwerkrähmbau                       | Michelsberg, An der Landsburg 15 LageFlur: 3, Flurstück: 71                  | |                                    |       |
| Buchholzstraße 3              | Fachwerkhaus Buchholzstraße 3         | Michelsberg, Buchholzstraße 3 LageFlur: 3, Flurstück: 4/7                    | | Mitte 19. Jahrhundert              |       |
| Buchholzstraße 5              | Hofanlage Buchholzstraße 5            | Michelsberg, Buchholzstraße 5 LageFlur: 3, Flurstück: 6/1                    | | 1747                               |       |
| Bild gesucht BW               | Fachwerkgebäude Buchholzstraße 12     | Michelsberg, Buchholzstraße 12 LageFlur: 3, Flurstück: 41/7                  | | 19. Jahrhundert                    |       |
| Buchholzstraße 13             | Basaltgebäude Buchholzstraße 13       | Michelsberg, Buchholzstraße 13 LageFlur: 4, Flurstück: 5/2                   | | 1901                               |       |
| Bild gesucht BW               | Fachwerkgebäude Buchholzstraße 15     | Michelsberg, Buchholzstraße 15 LageFlur: 4, Flurstück: 9/2                   | | frühes 18. Jahrhundert             |       |
| Buchholzstraße 17             | Fachwerkgebäude Buchholzstraße 17     | Michelsberg, Buchholzstraße 17 LageFlur: 4, Flurstück: 12/3                  | | spätes 18. Jahrhundert             |       |
| Buchholzstraße 20             | Fachwerkgebäude Buchholzstraße 20     | Michelsberg, Buchholzstraße 20 LageFlur: 4, Flurstück: 45/1                  | | 1842                               |       |
| Bild gesucht BW               | Ernhaus Buchholzstraße 23             | Michelsberg, Buchholzstraße 23 LageFlur: 4, Flurstück: 38/1                  | | um 1800                            |       |
| Bild gesucht BW               | Fachwerkbau Hintergasse 2             | Michelsberg, Hintergasse 2 LageFlur: 3, Flurstück: 11/1                      | | frühes 19. Jahrhundert             |       |
| Ehemalige Schule - Lehrerhaus | Ehemalige Schule - Lehrerhaus         | Michelsberg, Hintergasse LageFlur: 3, Flurstück: 43/4                        | | um 1800                            |       |
| weitere Bilder                | Ehemalige Schule - Schulgebäude       | Michelsberg, Hintergasse LageFlur: 3, Flurstück: 43/4                        | | um 1900                            |       |
| Bild gesucht BW               | Fachwerkbau Kastanienweg 1            | Michelsberg, Kastanienweg 1 LageFlur: 4, Flurstück: 47/2                     | | spätes 18. Jahrhundert             |       |
| Bild gesucht BW               | Fachwerkbau Kastanienweg 2            | Michelsberg, Kastanienweg 2 LageFlur: 4, Flurstück: 75                       | | 1833                               |       |
| Bild gesucht BW               | Fachwerkbau Kastanienweg 4            | Michelsberg, Kastanienweg 4 LageFlur: 4, Flurstück: 69                       | |                                    |       |